# Daan Spijkers
Daan Spijkers (Tilburg, 6 de março de 1987) é ex-jogador de vôlei de praia neerlandês  que foi medalhista de prata no Campeonato Europeu de 2012 nos Países Baixos.

## Carreira
Em 2004, esteve com Marco Daalmeijer na edição do Campeonato Mundial Sub-19 em Termoli, ocasião que obtiveram a quinta colocação final, disputou pela segunda vez esta competição em Saint-Quay-Portrieux, no ano de 2005, ao lado de Pim Spijkers, finalizaram na vigésima quinta posição.Depois, ao lado de Guido Mopman, terminou na vigésima quinta posição no Campeonato Mundial de Voleibol de Praia Sub-21 de 2006 em Mysłowice.No período de 2007 estreou no circuito mundial ao lado de Niels Van de Sande, obtendo a quinquagésima sétima colocação no Aberto de Marselha, finalizaram em quinto no Satélite de Vaduz, e em vigésimo nono lugar no Challenge de Milão.
Em 2008, obteve o vigésimo nono lugar, ao lado de Niels Van de Sande, no Challenge de Brno,  vigésimo primeiro no Satélite de Lausanna e sétimo posto no de Vaduz, ainda alcançaram no circuito mundial, o décimo sétimo no Aberto de Maiorca.Continuou em 2009  com a mesma formação de dupla, terminaram em sétimo no Challenge de Novi Sad e no circuito mundial obtiveram: vigésimo quinto lugar no Aberto de  Xangai, trigésimo terceiro posto no Aberto de Roma, não pontuando no Aberto de Mysłowice, obtendo o quadragésimo primeiro posto nos Abertos de Haia e Stare Jabłonki, assim como no Grand Slam de Gstaad, ainda terminaram na quadragésima nona colocação no Grand Slam de Marselha. 
Em 2010, iniciou a jornada ao lado de Jon Stiekema, finalizando em quinto no Satélite de Lausanna , obtendo no circuito mundial, o quinquagésimo sétimo posto em Mysłowice, obtendo o quadragésimo primeiro posto nos Abertos de Xangai, Praga e Marselha, finalizando a temporada ao lado de Emiel Boersma conquistaram o nono lugar no Aberto de Kristiansand, décimo sétimo em Aland, o quarto lugar no Aberto de Haia e obtiveram o título da etapa em Montpellier da Continental Cup. 
Em 2011, esteve com Emiel Boersma, obtiveram o quarto lugar no Satélite de Aalsmeer  e o vice-campeonato no Masters de Niechorze, também terminaram na nona posição no Campeonato Europeu de 2011 em Kristiansand e em trigésimo sétimo no Campeonato Mundial de Roma; pelo circuito mundial obtiveram o trigésimo terceiro lugar no Grand Slam de Stare Jabłonki, a vigésima quinta colocação no Aberto de Brasília e nos Grand Slams de Gstaad e Moscou, o décimo sétimo posto nos Grand Slams de Klagenfurt, Stavanger e Pequim, assim como nos Abertos de Agadir e Aland, e o décimo terceiro posto no Aberto de Xangai e o quinto lugar no Aberto de Haia. 
No ano de 2012, prosseguiu com Emiel Boersma, e conquistaram a medalha de prata no Campeonato Europeu em Scheveningen e terminaram em quinto no Satélite de Aalsmeer , já no circuito mundial terminaram: na décima sétima posição nos Abertos de Brasília e Mysłowice, mesmo feito nos Grand Slams de Moscou, Roma e Klagenfurt, além do nono lugar no Aberto de Praga e o quinto posto nos Grand Slams de Xangai, Pequim e Berlim. 
Em 2013, formou dupla com Steven van de Velde e terminaram no circuito mundial em vigésimo quinto posto no Grand Slam de Xangai, décimo sétimo lugar no Satélite de Antália e no Aberto de Fuzhou e décimo terceira posição no Masters de Baden, e com Christiaan Varenhorst finalizou em segundo na etapa nacional de Amsterdã,  terminou em décimo sétimo lugar no Campeonato Mundial de Stare Jabłonki, repetindo o feito no circuito mundial nos Grand Slams de Haia, Roma e Gstaad, depois com Michiel Van Dorsten finalizou na vigésima quinta colocação no Campeonato Europeu de 2013 em Klagenfurt e o quadragésimo primeiro lugar no Grand Slam de Berlim. 
Em 2014, renovou a parceria com Michiel Van Dorsten, e terminaram na décima sétima posição no Masters de Bienna, e finalizaram na vigésima quinta posição no Campeonato Europeu em Cagliari, obteve o terceiro lugar na etapa nacional em Bergen op Zoom, já pelo circuito mundial: finalizou na quadragésima primeira posição no Grand Slam de Stavanger, trigésimo terceiro lugares nos Grand Slams de Berlim e Gstaad, vigésimo quinto lugar no Grand Slam de Moscou, décimo sétimo posto no Grand Slam de Haia e o nono lugar no Aberto de Anapa. 
Na temporada de 2015, disputou ao lado de Tim Oude Elferink a edição do Campeonato Mundial de Haia e terminaram na trigésima terceira colocação final, depois, competiu nacionalmente, obtendo o quinto posto na etapa de Sint Anthonis, terceira colocações nas etapas de Scheveningen e Amstelveen, obtendo o vice-campeonato na etapa de Arnhem e o título  em Vlissingen.Em 2016 conquistaram o terceiro lugar na etapa nacional de Arnhem e em 2018 terminaram em décimo lugar na etapa nacional de Eindhoven.Em 2019, esteve com Mees Blom, obtendo o quinto lugar na etapa nacional de Vlissingen e quarto posto em Zaanstad, depois, ao lado de Matthew Immers obteve o sétimo posto na etapa nacional de  Scheveningen.. 

## Títulos e resultados
- Aberto de Haia do Circuito Mundial de Vôlei de Praia de 2010